# Wereldkampioenschappen schaatsen afstanden 2013 - Ploegenachtervolging mannen
De ploegenachtervolging mannen op de wereldkampioenschappen schaatsen afstanden 2013 werd gereden op zondag 24 maart 2013 in het ijsstadion Adler Arena in Sotsji, Rusland.
De acht hoogst geklasseerde landen van de wereldbeker schaatsen 2012/2013 - Ploegenachtervolging mannen mochten deelnemen aan het WK; gastland Rusland was automatisch geplaatst ook indien het niet bij de top acht van de wereldbeker zou eindigen. De Nederlandse heren verdedigden met succes hun titel. Sven Kramer won met Jan Blokhuijsen en Koen Verweij in zijn kielzog zijn derde medaille en zijn tweede wereldtitel van het toernooi.

## Plaatsing
De regels van de ISU schrijven voor dat er maximaal acht ploegen zich plaatsen voor het WK op deze afstand. Thuisland Rusland en de zeven overige teams die het hoogste geëindigd zijn in de wereldbekerbekerstand plaatsen zich. Ook de volgorde op de reservelijst wordt gebaseerd op de wereldbekerstand. De Russische mannen eindigden als derde in de wereldbekerstand en hadden dus hun automatische startplek niet nodig. De acht hoogst geklasseerde landen deden allemaal mee aan dit WK.

## Statistieken

### Uitslag
| #      | Land       | Naam                                                    | Tijd    |
| ------ | ---------- | ------------------------------------------------------- | ------- |
| Goud   | Nederland  | Jan Blokhuijsen Sven Kramer Koen Verweij                | 3.42,03 |
| Zilver | Zuid-Korea | Joo Hyung-joon Kim Cheol-min Lee Seung-hoon             | 3.44,60 |
| Brons  | Polen      | Zbigniew Bródka Konrad Niedźwiedzki Jan Szymański       | 3.45,22 |
| 4      | Rusland    | Denis Joeskov Jevgeni Lalenkov Ivan Skobrev             | 3.46,59 |
| 5      | Noorwegen  | Håvard Bøkko Simen Spieler Nilsen Sverre Lunde Pedersen | 3.48,68 |
| 6      | Duitsland  | Alexej Baumgärtner Patrick Beckert Marco Weber          | 3.48,83 |
| 7      | Canada     | Jordan Belchos Lucas Makowsky Denny Morrison            | 3.49,00 |
| 8      | Italië     | Matteo Anesi Mirko Nenzi Luca Stefani                   | 3.53,08 |

### Loting
| Rit |           |            |
| --- | --------- | ---------- |
| 1   | Polen     | Italië     |
| 2   | Duitsland | Canada     |
| 3   | Noorwegen | Nederland  |
| 4   | Rusland   | Zuid-Korea |

2005 · 
2007 · 
2008 · 
2009 · 
2011 · 
2012 · 
2013 · 
2015 · 
2016 · 
2017 · 
2019 · 
2020 ·
2021 ·
2023 ·
2024 ·
2025